# Reprezentacja Ukrainy w futbolu amerykańskim mężczyzn
Reprezentacja Ukrainy w futbolu amerykańskim – zespół, biorący udział w imieniu Ukrainy w meczach i sportowych imprezach międzynarodowych w futbolu amerykańskim, powoływany przez selekcjonera, w którym mogą występować wyłącznie zawodnicy posiadający obywatelstwo ukraińskie. Za jej funkcjonowanie odpowiedzialny jest Ukraiński Związek Futbolu Amerykańskiego (NFAFU).

## Historia
Swój pierwszy oficjalny mecz reprezentacja Ukrainy rozegrała 16 sierpnia 1995 roku. W halowej odmianie futbolu amerykańskiego Ukraińcy przegrali z Finlandią 0:37. W 1995 roku reprezentacja Ukrainy po raz pierwszy została zgłoszona do udziału w mistrzostwach Europy – w półfinale przegrała z Finnami, a w meczu o trzecie miejsce z reprezentacją Austrii 0:18. Podczas mistrzostw Europy 2000 roku reprezentacja Ukrainy wygrała w ćwierćfinale 13:3 z Rosjanami. W meczu półfinałowym Ukraińcy ulegli Niemcom 6:45.

## Osiągnięcia na Mistrzostwach Europy
- 1983: nie uczestniczyła
- 1985: nie uczestniczyła
- 1987: nie uczestniczyła
- 1989: nie uczestniczyła
- 1991: nie uczestniczyła
- 1993: nie uczestniczyła
- 1995: 4. miejsce
- 1997: nie zakwalifikowała się
- 2000:  3. miejsce
- 2001: nie zakwalifikowała się
- 2005: nie uczestniczyła
- 2010: nie uczestniczyła
- 2014: nie uczestniczyła
- 2018: nie uczestniczyła

## Osiągnięcia na Mistrzostwach świata
- 1999: nie uczestniczyła
- 2003: nie uczestniczyła
- 2007: nie uczestniczyła
- 2011: nie uczestniczyła
- 2015: nie uczestniczyła

## Osiągnięcia na World Games
- 2005: nie uczestniczyła
- 2017: nie uczestniczyła